# یوکی ایکیا
یوکی ایکیا (ژاپنی: 池谷 友喜؛ زادهٔ ۲۷ ژوئن ۱۹۹۵) یک بازیکن فوتبال اهل ژاپن است.
از باشگاه‌هایی که در آن بازی کرده‌است می‌توان به باشگاه فوتبال رواسو کوماموتو و باشگاه فوتبال کاماتامار سان‌اوکی اشاره کرد.